# Saison 2008-2009 de la LNH
Saison précédente Saison suivante
La saison 2008-2009 est la 91e saison de la Ligue nationale de hockey (LNH), ligue professionnelle de hockey sur glace d'Amérique du Nord. La saison régulière qui débute en octobre se termine en avril pour faire place aux séries éliminatoires.

## La saison régulière

### Grandes dates de la saison
La saison régulière débute par quatre matchs joués en Europe : les Sénateurs d'Ottawa et les Penguins de Pittsburgh se rencontrent à deux reprises sur la patinoire de Stockholm en Suède tandis que les Rangers de New York et le Lightning de Tampa Bay jouent des matchs en République tchèque à Prague.
Le 57e Match des étoiles a lieu le 25 janvier 2009 à Montréal (Canada) au Centre Bell, domicile des Canadiens de Montréal, pour fêter le centenaire du club. Le repêchage d'entrée se déroule également au Centre Bell les 26 et 27 juin 2009.

### Numéros retirés ou honorés
- 12 novembre 2008 : le chandail numéro 3 porté par Keith Magnuson et par Pierre Pilote est retiré par les Blackhawks de Chicago ;
- 22 novembre : 
  - le chandail numéro 33 de Patrick Roy est retiré par les Canadiens de Montréal[1],
  - le  chandail numéro 17 de Wendel Clark est honoré par les Maple Leafs de Toronto ;
- 17 décembre : le chandail numéro 16 de Trevor Linden est retiré par les Canucks de Vancouver[2] ;
- 28 décembre : le chandail numéro 11 de Mike Gartner est retiré par les Capitals de Washington ;
- 18 janvier 2009 : le chandail numéro 9 de Glenn Anderson est retiré par les Oilers d'Edmonton ;
- 31 janvier : le chandail numéro 93 de Doug Gilmour est honoré par les Maple Leafs de Toronto.
- 3 février : le chandail numéro 9 de Adam Graves est retiré par les Rangers de New York ;
- 17 février : le chandail numéro 2 de Glen Wesley est retiré par les Hurricanes de la Caroline ;
- 22 février : le chandail numéro 3 de Harry Howell est retiré par les Rangers de New York[3] ;
- 22 février : le chandail numéro 9 de Andy Bathgate est retiré par les Rangers de New York[3].

### Classements
- * Les franchises championnes de division sont classées aux trois premières places de chaque association ; les équipes classées aux huit premières places de chaque association sont qualifiées pour les séries éliminatoires et sont indiquées dans des lignes de couleur.

| Clt   | Équipe                    | Division   | PJ | V  | D  | DP | BP  | BC  | Pts |
| ----- | ------------------------- | ---------- | -- | -- | -- | -- | --- | --- | --- |
| +001, | Bruins de Boston          | Nord-Est   | 82 | 53 | 19 | 10 | 274 | 196 | 116 |
| +002, | Capitals de Washington    | Sud-Est    | 82 | 50 | 24 | 8  | 272 | 245 | 108 |
| +003, | Devils du New Jersey      | Atlantique | 82 | 51 | 27 | 4  | 244 | 209 | 106 |
| +004, | Penguins de Pittsburgh    | Atlantique | 82 | 45 | 28 | 9  | 264 | 239 | 99  |
| +005, | Flyers de Philadelphie    | Atlantique | 82 | 44 | 27 | 11 | 264 | 238 | 99  |
| +006, | Hurricanes de la Caroline | Sud-Est    | 82 | 45 | 30 | 7  | 239 | 226 | 97  |
| +007, | Rangers de New York       | Atlantique | 82 | 43 | 30 | 9  | 210 | 218 | 95  |
| +008, | Canadiens de Montréal     | Nord-Est   | 82 | 41 | 30 | 11 | 249 | 247 | 93  |
| +009, | Panthers de la Floride    | Sud-Est    | 82 | 41 | 30 | 11 | 234 | 231 | 93  |
| +010, | Sabres de Buffalo         | Nord-Est   | 82 | 41 | 32 | 9  | 250 | 234 | 91  |
| +011, | Sénateurs d'Ottawa        | Nord-Est   | 82 | 36 | 35 | 11 | 217 | 237 | 83  |
| +012, | Maple Leafs de Toronto    | Nord-Est   | 82 | 34 | 35 | 13 | 250 | 293 | 81  |
| +013, | Thrashers d'Atlanta       | Sud-Est    | 82 | 35 | 41 | 6  | 257 | 280 | 76  |
| +014, | Lightning de Tampa Bay    | Sud-Est    | 82 | 24 | 40 | 18 | 210 | 279 | 66  |
| +015, | Islanders de New York     | Atlantique | 82 | 26 | 47 | 9  | 201 | 279 | 61  |

| Clt   | Équipe                   | Division   | PJ | V  | D  | DP | BP  | BC  | Pts |
| ----- | ------------------------ | ---------- | -- | -- | -- | -- | --- | --- | --- |
| +001, | Sharks de San José       | Pacifique  | 82 | 53 | 18 | 11 | 257 | 204 | 117 |
| +002, | Red Wings de Détroit     | Centrale   | 82 | 51 | 21 | 10 | 295 | 244 | 112 |
| +003, | Canucks de Vancouver     | Nord-Ouest | 82 | 45 | 27 | 10 | 246 | 220 | 100 |
| +004, | Blackhawks de Chicago    | Centrale   | 82 | 46 | 24 | 12 | 264 | 216 | 104 |
| +005, | Flames de Calgary        | Nord-Ouest | 82 | 46 | 30 | 6  | 254 | 248 | 98  |
| +006, | Blues de Saint-Louis     | Centrale   | 82 | 41 | 31 | 10 | 233 | 233 | 92  |
| +007, | Blue Jackets de Columbus | Centrale   | 82 | 41 | 31 | 10 | 226 | 230 | 92  |
| +008, | Ducks d'Anaheim          | Pacifique  | 82 | 42 | 33 | 7  | 245 | 238 | 91  |
| +009, | Wild du Minnesota        | Nord-Ouest | 82 | 40 | 33 | 9  | 219 | 200 | 89  |
| +010, | Predators de Nashville   | Centrale   | 82 | 40 | 34 | 8  | 213 | 233 | 88  |
| +011, | Oilers d'Edmonton        | Nord-Ouest | 82 | 38 | 35 | 9  | 234 | 248 | 85  |
| +012, | Stars de Dallas          | Pacifique  | 82 | 36 | 35 | 11 | 230 | 257 | 83  |
| +013, | Coyotes de Phoenix       | Pacifique  | 82 | 36 | 39 | 7  | 208 | 252 | 79  |
| +014, | Kings de Los Angeles     | Pacifique  | 82 | 34 | 37 | 11 | 207 | 234 | 79  |
| +015, | Avalanche du Colorado    | Nord-Ouest | 82 | 32 | 45 | 5  | 199 | 257 | 69  |

- Champion de la saison régulière
- Champion de division
- Qualifié pour les séries éliminatoires

## Séries éliminatoires de la Coupe Stanley

### Arbre de qualification
|  | Quarts de finale d'association | Quarts de finale d'association | Quarts de finale d'association |   |                        | Demi-finales d'association | Demi-finales d'association | Demi-finales d'association |  |   | Finales d'association     | Finales d'association | Finales d'association |  |   | Finale de la Coupe Stanley | Finale de la Coupe Stanley | Finale de la Coupe Stanley |
|  |                                |                                |                                |   |                        |                            |                            |                            |  |   |                           |                       |                       |  |   |                            |                            |                            |
|  | 1                              | Bruins de Boston               | 4                              |   |                        |                            |                            |                            |  |   |                           |                       |                       |  |   |                            |                            |                            |
|  | 8                              | Canadiens de Montréal          | 0                              |   |                        |                            |                            |                            |  |   |                           |                       |                       |  |   |                            |                            |                            |
|  | 8                              | Canadiens de Montréal          | 0                              |   | 1                      | Bruins de Boston           | 3                          |                            |  |   |                           |                       |                       |  |   |                            |                            |                            |
|  |                                |                                |                                |   | 1                      | Bruins de Boston           | 3                          |                            |  |   |                           |                       |                       |  |   |                            |                            |                            |
|  |                                | 6                              | Hurricanes de la Caroline      | 4 |                        |                            |                            |                            |  |   |                           |                       |                       |  |   |                            |                            |                            |
|  | 2                              | 6                              | Hurricanes de la Caroline      | 4 | Capitals de Washington | 4                          |                            |                            |  |   |                           |                       |                       |  |   |                            |                            |                            |
|  | 2                              |                                |                                |   | Capitals de Washington | 4                          |                            |                            |  |   |                           |                       |                       |  |   |                            |                            |                            |
|  | 7                              | Rangers de New York            | 3                              |   |                        |                            |                            |                            |  |   |                           |                       |                       |  |   |                            |                            |                            |
|  | 7                              | Rangers de New York            | 3                              |   |                        |                            |                            |                            |  | 6 | Hurricanes de la Caroline | 0                     |                       |  |   |                            |                            |                            |
|  | Association de l'Est           |                                |                                |   |                        |                            |                            |                            |  | 6 | Hurricanes de la Caroline | 0                     |                       |  |   |                            |                            |                            |
|  |                                | 4                              | Penguins de Pittsburgh         | 4 |                        |                            |                            |                            |  |   |                           |                       |                       |  |   |                            |                            |                            |
|  | 3                              | 4                              | Penguins de Pittsburgh         | 4 | Devils du New Jersey   | 3                          |                            |                            |  |   |                           |                       |                       |  |   |                            |                            |                            |
|  | 3                              |                                |                                |   | Devils du New Jersey   | 3                          |                            |                            |  |   |                           |                       |                       |  |   |                            |                            |                            |
|  | 6                              | Hurricanes de la Caroline      | 4                              |   |                        |                            |                            |                            |  |   |                           |                       |                       |  |   |                            |                            |                            |
|  | 6                              | Hurricanes de la Caroline      | 4                              |   | 2                      | Capitals de Washington     | 3                          |                            |  |   |                           |                       |                       |  |   |                            |                            |                            |
|  |                                |                                |                                |   | 2                      | Capitals de Washington     | 3                          |                            |  |   |                           |                       |                       |  |   |                            |                            |                            |
|  |                                | 4                              | Penguins de Pittsburgh         | 4 |                        |                            |                            |                            |  |   |                           |                       |                       |  |   |                            |                            |                            |
|  | 4                              | 4                              | Penguins de Pittsburgh         | 4 | Penguins de Pittsburgh | 4                          |                            |                            |  |   |                           |                       |                       |  |   |                            |                            |                            |
|  | 4                              |                                |                                |   | Penguins de Pittsburgh | 4                          |                            |                            |  |   |                           |                       |                       |  |   |                            |                            |                            |
|  | 5                              | Flyers de Philadelphie         | 2                              |   |                        |                            |                            |                            |  |   |                           |                       |                       |  |   |                            |                            |                            |
|  | 5                              | Flyers de Philadelphie         | 2                              |   |                        |                            |                            |                            |  |   |                           |                       |                       |  | 4 | Penguins de Pittsburgh     | 4                          |                            |
|  |                                |                                |                                |   |                        |                            |                            |                            |  |   |                           |                       |                       |  | 4 | Penguins de Pittsburgh     | 4                          |                            |
|  |                                | 2                              | Red Wings de Détroit           | 3 |                        |                            |                            |                            |  |   |                           |                       |                       |  |   |                            |                            |                            |
|  | 1                              | 2                              | Red Wings de Détroit           | 3 | Sharks de San José     | 2                          |                            |                            |  |   |                           |                       |                       |  |   |                            |                            |                            |
|  | 1                              |                                |                                |   | Sharks de San José     | 2                          |                            |                            |  |   |                           |                       |                       |  |   |                            |                            |                            |
|  | 8                              | Ducks d'Anaheim                | 4                              |   |                        |                            |                            |                            |  |   |                           |                       |                       |  |   |                            |                            |                            |
|  | 8                              | Ducks d'Anaheim                | 4                              |   | 2                      | Red Wings de Détroit       | 4                          |                            |  |   |                           |                       |                       |  |   |                            |                            |                            |
|  |                                |                                |                                |   | 2                      | Red Wings de Détroit       | 4                          |                            |  |   |                           |                       |                       |  |   |                            |                            |                            |
|  |                                | 8                              | Ducks d'Anaheim                | 3 |                        |                            |                            |                            |  |   |                           |                       |                       |  |   |                            |                            |                            |
|  | 2                              | 8                              | Ducks d'Anaheim                | 3 | Red Wings de Détroit   | 4                          |                            |                            |  |   |                           |                       |                       |  |   |                            |                            |                            |
|  | 2                              |                                |                                |   | Red Wings de Détroit   | 4                          |                            |                            |  |   |                           |                       |                       |  |   |                            |                            |                            |
|  | 7                              | Blue Jackets de Columbus       | 0                              |   |                        |                            |                            |                            |  |   |                           |                       |                       |  |   |                            |                            |                            |
|  | 7                              | Blue Jackets de Columbus       | 0                              |   |                        |                            |                            |                            |  | 2 | Red Wings de Détroit      | 4                     |                       |  |   |                            |                            |                            |
|  | Association de l'Ouest         |                                |                                |   |                        |                            |                            |                            |  | 2 | Red Wings de Détroit      | 4                     |                       |  |   |                            |                            |                            |
|  |                                | 4                              | Blackhawks de Chicago          | 1 |                        |                            |                            |                            |  |   |                           |                       |                       |  |   |                            |                            |                            |
|  | 3                              | 4                              | Blackhawks de Chicago          | 1 | Canucks de Vancouver   | 4                          |                            |                            |  |   |                           |                       |                       |  |   |                            |                            |                            |
|  | 3                              |                                |                                |   | Canucks de Vancouver   | 4                          |                            |                            |  |   |                           |                       |                       |  |   |                            |                            |                            |
|  | 6                              | Blues de Saint-Louis           | 0                              |   |                        |                            |                            |                            |  |   |                           |                       |                       |  |   |                            |                            |                            |
|  | 6                              | Blues de Saint-Louis           | 0                              |   | 3                      | Canucks de Vancouver       | 2                          |                            |  |   |                           |                       |                       |  |   |                            |                            |                            |
|  |                                |                                |                                |   | 3                      | Canucks de Vancouver       | 2                          |                            |  |   |                           |                       |                       |  |   |                            |                            |                            |
|  |                                | 4                              | Blackhawks de Chicago          | 4 |                        |                            |                            |                            |  |   |                           |                       |                       |  |   |                            |                            |                            |
|  | 4                              | 4                              | Blackhawks de Chicago          | 4 | Blackhawks de Chicago  | 4                          |                            |                            |  |   |                           |                       |                       |  |   |                            |                            |                            |
|  | 4                              |                                |                                |   | Blackhawks de Chicago  | 4                          |                            |                            |  |   |                           |                       |                       |  |   |                            |                            |                            |
|  | 5                              | Flames de Calgary              | 2                              |   |                        |                            |                            |                            |  |   |                           |                       |                       |  |   |                            |                            |                            |

## Effectifs
| No    | Nom                  | Nat. | Position       | Arrivée |
| ----- | -------------------- | ---- | -------------- | ------- |
| +001, | John Curry           |      | Gardien de but | 2007    |
| +029, | Marc-André Fleury    |      | Gardien de but | 2003    |
| +032, | Mathieu Garon        |      | Gardien de but | 2009    |
| +002, | Hal Gill             |      | Défenseur      | 2007    |
| +003, | Alex Goligoski       |      | Défenseur      | 2004    |
| +004, | Rob Scuderi          |      | Défenseur      | 1998    |
| +007, | Mark Eaton           |      | Défenseur      | 2006    |
| +043, | Philippe Boucher     |      | Défenseur      | 2008    |
| +044, | Brooks Orpik         |      | Défenseur      | 2002    |
| +055, | Sergueï Gontchar – A |      | Défenseur      | 2005    |
| +058, | Kristopher Letang    |      | Défenseur      | 2006    |
| +065, | Ben Lovejoy          |      | Défenseur      | 2008    |
| +009, | Pascal Dupuis        |      | Ailier gauche  | 2008    |
| +011, | Jordan Staal         |      | Centre         | 2006    |
| +013, | Bill Guerin          |      | Ailier droit   | 2009    |
| +014, | Chris Kunitz         |      | Ailier gauche  | 2009    |
| +014, | Chris Minard         |      | Centre         | 2007    |
| +015, | Michael Zigomanis    |      | Centre         | 2008    |
| +017, | Petr Sýkora          |      | Ailier droit   | 2007    |
| +022, | Jeff Taffe           |      | Centre         | 2007    |
| +024, | Matt Cooke           |      | Ailier gauche  | 2008    |
| +025, | Maxime Talbot        |      | Centre         | 2002    |
| +026, | Ruslan Fedotenko     |      | Ailier gauche  | 2008    |
| +027, | Craig Adams          |      | Ailier droit   | 2008    |
| +028, | Eric Godard          |      | Ailier droit   | 2008    |
| +037, | Bill Thomas          |      | Ailier droit   | 2008    |
| +038, | Mark Letestu         |      | Ailier droit   | 2006    |
| +042, | Dustin Jeffrey       |      | Centre         | 2007    |
| +048, | Tyler Kennedy        |      | Centre         | 2004    |
| +071, | Ievgueni Malkine – A |      | Centre         | 2004    |
| +081, | Miroslav Šatan       |      | Ailier gauche  | 2008    |
| +087, | Sidney Crosby – C    |      | Centre         | 2005    |

| No    | Nom                   | Nat. | Position       | Arrivée |
| ----- | --------------------- | ---- | -------------- | ------- |
| +029, | Ty Conklin            |      | Gardien de but | 2008    |
| +030, | Chris Osgood          |      | Gardien de but | 2005    |
| +035, | Jimmy Howard          |      | Gardien de but | 2003    |
| +003, | Andreas Lilja         |      | Défenseur      | 2005    |
| +005, | Nicklas Lidström – C  |      | Défenseur      | 1989    |
| +014, | Derek Meech           |      | Défenseur      | 2006    |
| +022, | Brett Lebda           |      | Défenseur      | 2004    |
| +023, | Brad Stuart           |      | Défenseur      | 2008    |
| +024, | Chris Chelios         |      | Défenseur      | 1999    |
| +028, | Brian Rafalski        |      | Défenseur      | 2007    |
| +046, | Jakub Kindl           |      | Défenseur      | 2005    |
| +052, | Jonathan Ericsson     |      | Défenseur      | 2002    |
| +055, | Niklas Kronwall       |      | Défenseur      | 2000    |
| +008, | Justin Abdelkader     |      | Ailier droit   | 2005    |
| +011, | Daniel Cleary         |      | Attaquant      | 2005    |
| +013, | Pavel Datsiouk – A    |      | Centre         | 1998    |
| +018, | Kirk Maltby           |      | Ailier droit   | 1995    |
| +021, | Ville Leino           |      | Ailier gauche  | 2008    |
| +026, | Jiri Hudler           |      | Ailier gauche  | 2002    |
| +033, | Kris Draper – A       |      | Attaquant      | 1993    |
| +037, | Mikael Samuelsson – A |      | Ailier droit   | 2005    |
| +040, | Henrik Zetterberg – A |      | Attaquant      | 1999    |
| +041, | Valtteri Filppula     |      | Centre         | 2002    |
| +043, | Darren Helm           |      | Centre         | 2005    |
| +044, | Aaron Downey          |      | Ailier droit   | 2007    |
| +051, | Valtteri Filppula     |      | Centre         | 2002    |
| +082, | Tomas Kopecky         |      | Ailier gauche  | 2002    |
| +093, | Johan Franzén         |      | Ailier gauche  | 2004    |
| +096, | Tomas Holmström       |      | Ailier gauche  | 1994    |

## Récompenses

### Trophées
| Trophée                      | Vainqueur                                   | Équipe                   |
| ---------------------------- | ------------------------------------------- | ------------------------ |
| Trophée Calder               | Steve Mason                                 | Blue Jackets de Columbus |
| Trophée Lester-B.-Pearson    | Aleksandr Ovetchkine                        | Capitals de Washington   |
| Trophée Art-Ross             | Ievgueni Malkine                            | Penguins de Pittsburgh   |
| Trophée Hart                 | Aleksandr Ovetchkine                        | Capitals de Washington   |
| Trophée Conn-Smythe          | Ievgueni Malkine                            | Penguins de Pittsburgh   |
| Trophée Bill-Masterton       | Steve Sullivan                              | Predators de Nashville   |
| Trophée Frank-J.-Selke       | Pavel Datsiouk                              | Red Wings de Détroit     |
| Trophée Jack-Adams           | Claude Julien                               | Bruins de Boston         |
| Trophée James-Norris         | Zdeno Chára                                 | Bruins de Boston         |
| Trophée King-Clancy          | Ethan Moreau                                | Oilers d'Edmonton        |
| Trophée Lady Byng            | Pavel Datsiouk                              | Red Wings de Détroit     |
| Trophée Lester-Patrick       | Mark Messier, Mike Richter et Jim Devellano |                          |
| Trophée Maurice-Richard      | Aleksandr Ovetchkine                        | Capitals de Washington   |
| Trophée Vézina               | Timothy Thomas                              | Bruins de Boston         |
| Trophée William-M.-Jennings  | Timothy Thomas Manny Fernandez              | Bruins de Boston         |
| Trophée plus-moins de la LNH | David Krejčí                                | Bruins de Boston         |

| Trophée                      | Équipe                 |
| ---------------------------- | ---------------------- |
| Trophée Clarence-S.-Campbell | Red Wings de Détroit   |
| Trophée Prince de Galles     | Penguins de Pittsburgh |
| Trophée des présidents       | Sharks de San José     |
| Coupe Stanley                | Penguins de Pittsburgh |

### Équipes d'étoiles

#### Première et deuxième équipe
| Position       | Première équipe      | Première équipe        | Deuxième équipe  | Deuxième équipe          |
| Position       | Joueur               | Équipe                 | Joueur           | Équipe                   |
| -------------- | -------------------- | ---------------------- | ---------------- | ------------------------ |
| Gardien de but | Timothy Thomas       | Bruins de Boston       | Steve Mason      | Blue Jackets de Columbus |
| Défenseur      | Zdeno Chára          | Bruins de Boston       | Dan Boyle        | Sharks de San José       |
| Défenseur      | Mike Green           | Capitals de Washington | Nicklas Lidstrom | Red Wings de Détroit     |
| Ailier gauche  | Aleksandr Ovetchkine | Capitals de Washington | Zach Parisé      | Devils du New Jersey     |
| Centre         | Ievgueni Malkine     | Penguins de Pittsburgh | Pavel Datsiouk   | Red Wings de Détroit     |
| Ailier droit   | Jarome Iginla        | Flames de Calgary      | Marian Hossa     | Red Wings de Détroit     |

#### Équipe des recrues
| Position       | Joueur          | Équipe                   |
| -------------- | --------------- | ------------------------ |
| Gardien de but | Steve Mason     | Blue Jackets de Columbus |
| Défenseur      | Drew Doughty    | Kings de Los Angeles     |
| Défenseur      | Luke Schenn     | Maple Leafs de Toronto   |
| Attaquant      | Patrik Berglund | Blues de Saint-Louis     |
| Attaquant      | Bobby Ryan      | Ducks d'Anaheim          |
| Attaquant      | Kris Versteeg   | Blackhawks de Chicago    |